# مينان دو بليسيس
مينان دو بليسيس (مواليد 1952) روائية وعالمة لغة من جنوب إفريقيا.
حازت روايتها الأولى حالة الخوف على جائزة أوليف شراينر لعام 1985، كما فازت بجائزة سنلام الأدبية عام 1986.

## الأعمال
- حالة من الخوف. كيب تاون: د. فيليب، 1983. أعيد نشره بواسطة مطبعة باندورا (1987).
- حياة طويلة. كيب تاون: د. فيليب، 1989. ترجمه إلى الألمانية سوزان كولر في دور نشيد المجتمع الروماني.
- فرضية الوحدة للغات خويسان الجنوب أفريقية. أطروحة دكتوراه، جامعة كيب تاون، 2009.
- الكورة: لغة خويسانية مفقودة من أوائل الرأس والغاريب. بريتوريا: مطبعة يونيزا، 2018.